# Mira Estrela (kommun)
Mira Estrela är en kommun i Brasilien.   Den ligger i delstaten São Paulo, i den södra delen av landet, 500 km sydväst om huvudstaden Brasília. Antalet invånare är 2 827.
Följande samhällen finns i Mira Estrela:
- Mira Estrela

Omgivningarna runt Mira Estrela är en mosaik av jordbruksmark och naturlig växtlighet. Runt Mira Estrela är det glesbefolkat, med 13 invånare per kvadratkilometer.